# Une démocratie en danger
Pour plus de détails, voir Fiche technique et Distribution.
Une démocratie en danger (The Edge of Democracy) est un film brésilien réalisé par Petra Costa, sorti en 2019.

## Synopsis
Un regard sur les présidences de Lula et Dilma Rousseff au Brésil.

## Fiche technique
- Titre : Une démocratie en danger
- Titre original : The Edge of Democracy
- Réalisation : Petra Costa
- Scénario : Petra Costa, Carol Pires, David Barker, Moara Passoni, Daniela Capelato et Thiago Iacocca
- Musique : Vitor Araújo, Rodrigo Leão, Gilberto Monte et Lucas Santtana
- Photographie : João Atala, Janice D'Avila, Ricardo Stuckert et Tiago Tambelli
- Montage : João Atala, David Barker, Tina Baz, Jordana Berg, Joaquim Castro, Affonso Gonçalves, Eduardo Gripa, Karen Harley, Bruno Jorge, Felipe Lacerda, Idê Lacreta, Bruno Lasevicius, Dellani Lima, Virginia Primo et Isabelle Rathery
- Production : Shane Boris, Petra Costa, Joanna Natasegara et Tiago Pavan
- Société de production : Violet Films, Busca Vida Filmes et Simmering Films
- Pays :  Brésil
- Genre : Documentaire
- Durée : 121 minutes
- Dates de sortie :  
  - Netflix : 19 juin 2019

## Personnalités présentes dans le film
- Dilma Rousseff, ex-président
- Luiz Inácio Lula da Silva, ex-président (comme Lula da Silva)
- Marisa Letícia Lula da Silva, première dame (comme Marisa Letícia)
- Sérgio Moro, juge fédéral
- Nestor Cerveró   Ex-Executivo da Petrobras (images d'archives)
- Paulo Roberto Costa, ex-directeur de Petrobras (images d'archives)
- Marcelo Odebrecht, ex-président de Grupo Odebrecht (images d'archives)
- Lindbergh Farias, sénateur (PT) (images d'archives)
- Jovair Arantes   Relator da Comissão do Impeachment (PTB)
- José Eduardo Cardozo   Advogado de Dilma / ex-ministre de la Justiça
- Eduardo Cunha, président de la Chambre des députés (PMDB)
- Carlos Henrique Gaguim, député (PTN)
- Paulo Maluf, député (PP)
- Roberto Requião, sénateur (PMDB)
- Jean Wyllys, député (PSOL)
- Rodrigo Rollemberg   Governador de Brasília (PSB)
- Jair Bolsonaro, député (PSC)
- Aécio Neves, sénateur (PSDB)
- Gilberto Carvalho (pt), ancien secrétaire général de la présidence (PT)
- Romero Jucá   Ministro do Planejamento / sénateur (PMDB)
- Sérgio Machado, ex-président de Transpetro (en) (sons d'archives)
- Renan Calheiros   Presidente do Senado (PMDB)
- Deltan Dallagnol (en), procureur de la République,  opération Lava Jato [Car Wash]
- Geoffrey Robertson   Advogado de Lula na ONU
- Michel Temer
- Joesley Batista (en), propriétaire de JBS (sons d'archives)

### Non crédités
- José Alencar (images d'archives)
- Li An   Mãe de Petra
- Elena Andrade (images d'archives)
- Ricardo Boechat (en) (images d'archives)
- Eduardo Bolsonaro
- Michelle Bolsonaro
- William Bonner (images d'archives)
- Guilherme Boulos
- Humberto de Alencar Castelo Branco (images d'archives)
- Chico Buarque
- Petra Costa
- Manuela d'Ávila
- Marco Aurélio de Mello (images d'archives)
- José Dirceu (images d'archives)
- Jandira Feghali
- Marco Feliciano
- Luiz Fux (images d'archives)
- Ernesto Geisel (images d'archives)
- João Goulart (images d'archives)
- Fernando Haddad
- Gleisi Hoffmann
- Juscelino Kubitschek (images d'archives)
- Cármen Lúcia
- Magno Malta
- Nelson Mandela (images d'archives)
- Valeska Martins
- Henrique Meirelles
- Hamilton Mourão
- Barack Obama (images d'archives)
- Janaína Paschoal
- Patrícia Poeta (images d'archives)
- Renata Lo Prete (images d'archives)
- la reine Élisabeth II (images d'archives)
- Renata Vasconcellos (sons d'archives)

## Distinctions
Le film a été nommé à l'Oscar du meilleur film documentaire.